# Stanisław Dziwisz
Stanisław Jan Dziwisz (nascut el 27 d'abril de 1939 és un prelat polonès de l'Església Catòlica. És arquebisbe de Cracòvia des del 2005, i va ser creat cardenal el 2006. Durant molt de temps va ser una influència del Papa Sant Joan Pau II, (és una de les poques persones esmentades al testament del Papa, on li agraí els seus gairebé 40 anys de servei), un amic del Papa Benet XVI i un ardent seguidor de la beatificació de Joan Pau. Al març del 2013 participà en el seu primer conclave a Roma.

## Biografia

### Joventut, ordenació i presbiterat
Dziwisz va néixer al poble de Raba Wyżna, fill de Stanisław Dziwisz, un treballador ferroviari, i de la seva esposa, Zofia Bielarczyk. Cinquè de set germans, tenia quatre germans i dues germanes. Durant la II Guerra Mundial, la família amaga un jueu a la seva casa. Quan el jove només tenia 9 anys, el seu pare va morir després de ser atropellat per un tren mentre creuava la via del tren. Estudià al Liceum (escola secundària) de Nowy Targ, passant l'examen de maduresa el 1957.
Dziwisz ingressà al Seminari Major de Cracòvia, on va completar els seus estudis en filosofia i teologia. El 23 de juny de 1963, va ser ordenat al presbiterat de l'arquebisbat de Cracòvia pel seu bisbe auxiliar, monsenyor Karol Wojtyła. El seu primer destí va ser a una parròquia a Maków Podhalański, on va estar dos anys. Continuà els seus estudis a la Facultat de Teologia de Cracòvia, especialitzant-se en litúrgia i obtenint la Licenciatura en Teologia Sagrada el 1967. A l'octubre de 1966 va ser reclamat per l'arquebisbe Wojtyła, que havia estat promogut a arquebisbe de Cracòvia, per servir com el seu secretari personal. Dziwisz continuà en aquest càrrec quan Wojtyła va passar a ser el Papa Joan Pau II i fins a la seva mort el 2005.
A més de la seva feina com a secretari personal de l'arquebisbe Wojtyła, Dziwisz serví com a professor de litúrgia a l'Institut Catequètic Superior de Cracòvia, editor del diari oficial de la cúria arxidiocesana, membre i secretari de la Comissió Litúrgica Arxidiocesana, i membre del Consell Presbiteral. També participà en les tasques del Comitè de l'Any Sant (1974-1975) i del Sínode Pastoral de Cracòvia (1972–1978).
Dziwisz acompanyà el cardenal Wojtyła al conclave papal d'agost de 1978, que resultà en l'elecció del Papa Joan Pau I. Després de la mort del Papa només 33 dies més tard, tornà a acompanyar l'arquebisbe Wojtyła a Roma pel nou conclave, que elegí a Wojtyła com a Joan Pau II. Dziwisz va ser nomenat principal secretari privat del nou Papa, traslladant-se al Vaticà amb elnou pontífex. Dziwisz serví com a secretari privat del Papa durant els 27 anys del pontificat de Joan Pau II. Durant els primers vint anys de servei al Vaticà, Dziwisz només tenia el títol de principal secretari privat, continuant sent prevere. El 1998 va rebre l'estatus afegit de Prefecte Adjunt de la Casa Papal, sent elevat a l'episcopat.
El 1981 assolí el Doctorat en Teologia per la Facultat de Teologia de Cracòvia, amb una tesi titulada "El culte a Sant Estanislau, bisbe de Cracòvia, fins al Concili de Trento".

### Bisbe
Dziwisz va ser nomenat bisbe titular de San Leone i s'uní a la Prefectura de la Casa del Papa el 7 de febrer de 1998. Va ser consagrat bisbe el 19 de març d'aquell any, amb el principal consagrador sent el mateix Papa Joan Pau II, i com a co-consagradors el Cardenal Secretari d'Estat Angelo Sodano i el llavors cardenal arquebisbe de Cracòvia Franciszek Macharski. Joan Pau II elevà Dziwisz al rang d'arquebisbe el 29 de setembre de 2003, mantenint encara la seu titular de San Leone.

### Prefecte adjunt a la Casa Papal
Va ser més conegut com a membre de la Prefectura de la Casa Papal i pels seus prop de 40 anys al servei de Joan Pau II com el seu secretari privat. Es diu que Joan Pau i Dziwisz tenien una relació paternofilial. Dziwisz dormia en una habitació contigua a la de Joan Pau, sempre estava prop seu durant la Missa, i estava al seu costat en cada passeig. Durant el pontificat de Joan Pau II esdevingué una de les veus més influents del Vaticà.

### La mort de Joan Pau II
Vegeu també Funeral del Papa Joan Pau II

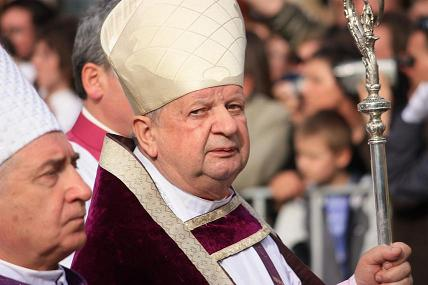
El cardenal Dziwisz

A mesura que la salut de Joan Pau declinava, alguns especulaven que Dziwisz, com un dels ajudants de més confiança del Papa, podien haver estat preparant els fidels pel pitjor. El diari romà Il Messaggero informà que havia comentat les seves preocupacions amb un altre prevere polonès. D'acord amb les fonts vaticanes va dir al prevere «Prega pel Papa, perquè està empitjorant» 
El 31 de març del 2005 la condició de Joan Pau esdevingué tan seriosa que l'arquebisbe Dziwisz li administrà l'extremunció. Abans de la mort de Joan Pau II, es digué que Dziwisz l'havia ajudat a escriure un missatge als seus ajudants que no es dolguessin, que ell (Joan Pau) estava content i que ells també havien d'estar-ho.
Quan Joan Pau va morir el 2 d'abril de 2005, l'arquebisbe Dziwisz estava al seu costat. D'acord amb les normes creades pel mateix Joan Pau, Dziwisz empaquetà les seves coses i abandonà els apartaments papals abans que fossin segellats pel Camarlenc. Es creu que Joan Pau hauria esperat en nomenar l'arquebisbe Dziwisz Arquebisbe de Cracòvia i elevar-lo al Col·legi de Cardenals, un càrrec i un títol que el Papa havia ocupat, però no va haver cap vacant abans de la mort de Joan Pau. El Papa Benet XVI nomenà Dziwisz al càrrec d'arquebisbe de Cracòvia, elevant-lo posteriorment al cardenalat.
Durant la Missa de Rèquiem pel Joan Pau II el 8 d'abril, l'arquebisbe Dziwisz va tenir l'honor de posar un vel de seda blanc sobre la faç del Papa abans que el cos fos enterrat en 3 taüts diferents. Va ser el simbòlic darrec acte de servei de l'arquebisbe Dziwisz com a secretari papal de Joan Pau.

### Arquebisbe de Cracòvia
El 3 de juny de 2005 Benet XVI nomenà Dziwisz com a successor del cardenal Macharski com a arquebisbe de Cracòvia, que es jubilava. S'ha suggerit que Joan Pau II hauria estat preparant Dziwisz pel càrrec i que només estava esperant que Macharski es retirés abans de fer el nomenament. Es creu que Benet XVI acomplí un dels darrers desigs de Joan Pau II.

### Cardenal
Al consistori del 24 de març de 2006 l'arquebisbe Dziwisz va ser elevat al cardenalat, esdevenint cardenal prevere del Titulus de Santa Maria del Popolo. És costum nomenar els bisbes de certes seus episcopals, com Cracòvia, al Col·legi de Cardenals. Dziwisz també estat citat com el possible cardenal secret in pectore nomenat per Joan Pau II al 2003; però el Papa s'endugué aquest secret a la tomba. L'elevació de Dziwisz al cardenalat el permet de participar en qualsevol conclave futur fins que compleixi 80 anys, el 2019.
Al maig del 2006 el Papa Benet nomenà el cardenal Dziwisz membre de la Congregació per a l'Educació Catòlica i del Consell Pontifici per a les Comunicacions Socials.
El 2012 el cardenal Dziwisz, com a part d'un viatge més ampli, visità diverses parròquies amb una significativa presència polonesa a l'arquebisbat de Newark a Nova Jersey, als Estats Units.

### Receptor d'un premi de la Lliga Anti-Difamació
El 26 de maig del 2010, el cardenal Dziwisz va rebre el Premi Cardenal Bea Interfe de la Lliga Jueva Antidifamació. «El Cardenal Dziwisz és un amic valuós dels jueus i algú que sé que puc confiar i dirigir-me en moments de tensió o controvèrsia,» afirmà Abraham Foxman, President de la Lliga Antidifamació.
El cardenal Dziwisz replicà «Com a Bisbe de Cracòvia, vull assegurar-li que l'Església Catòlica a Polònia vol seguir l'exemple del Papa Joan Pau II, i valentament descobrir i rebutjar tot el que fa que la vida dels catòlics polonesos prové de l'Evangeli (…) Per aquest motiu, senyalem amb vergonya que malgrat els ensenyaments sense ambigüitats dels Papes recents sobre les actituds apropiades dels catòlics vers els jueus, molts entre nosaltres no han estat capaços de superar perjudicis, ressentiments inveterats i estereotips perjudicials.»

### El conclave papal del 2013
Quan el Papa Benet XVI decidí dimitir com a Papa durant el febrer de 2013, el cardenal Dziwisz afirmà que el Papa Joan Pau II s'havia mantingut com a Papa, malgrat els problemes de salut que patí durant la darrera dècada de la seva vida, perquè el Pontífex creia que "no pots baixar de la creu". L'11 de febrer de 2013 Benet anuncià la seva dimissió, efectiva el 28 de febrer, per motius de salut. Si bé no se'l mencionava a la premsa, se'l considerava com un dels candidats més plausibles pel papat, car durant 40 anys va ser el secretari privat de Karol Wojtyla com a arquebisbe i com a Papa, i es considerà que tenia una possibilitat remota d'elecció.

### Congregació General del Col·legi de Cardenals
El cardenal Dziwisz s'uní al Col·legi de Cardenals a Roma al març de 2013 per a una setmana de discussions sobre els problemes de l'Església i qui podria encapçalar-ho. El 8 de març de 2013 el Col·legi de Cardenals decidí que el conclave de 115 cardenals per elegir el successor de Benet XVI començaria el vespre del 12 de març de 2013. L'escollit va ser el cardenal Jorge Mario Bergoglio, que adoptà el nom de Francesc.

## Opinions i controvèrsies

### "La Passió de Crist"
Dziwisz mateix es va veure embolicat en una controvèrsia sobre el seu paper en un endós papal de la pel·lícula The Passion of the Christ

### Informació sobre la cooperació del clergat
El cardenal Dziwisz prohibí un prevere que revelés informació sobre clergues que havien cooperat amb els serveis secrets comunistes.

### Influència en la santedat del Papa Joan Pau II
El cardenal Dziwisz, després de trobar-se amb el Papa Benet XVI a inicis de març de 2007, preguntà en una conversa amb un grup de periodistes a Roma sobre la beatificació, un pas que permet la devoció "local", era necessària també per a una figura mundial com el Papa Joan Pau II i inferred la seva influència pogués expeditar el procés perquè Joan Pau II esdevingués un sant catòlic més ràpidament del que el protocol vaticà normalment permet.
«És certament possible saltar-se la beatificació i començar el procés de canonització. Això és quelcom que només el Sant Pare pot decidir», afirmà el cardenal Dziwisz.

### Decisió sobre l'enterrament del president Lech Kaczyński a la catedral de Wawel
A l'abril del 2010 el cardenal Dziwisz decidí que el president Lech Kaczyński seria enterrat a la catedral de Wawell. Aquesta decisió polèmica aixecà protestes per tot Polònia. El cardenal Dziwisz afirmà posteriorment que la idea havia sorgit del germà bessó del President, l'exPrimer Ministre Jarosław Kaczyński, i no pas d'ell.

### Involucració amb Marciel i Hans Groer
Dziwisz donà suport al prevere Marcial Maciel Degollado, de Mèxic, fundador de la Legió de Crist i del moviment Regnum Christi. L'escriptor Jason Berry va escriure que Maciel passà anys cultivant el suport vaticà enviant diners al Vaticà. Sota Maciel, la Legió de Crist steered streams de diners a través de Dziwisz al Papa i al Vaticà designat per ús amb relació a les misses privades del Papa al Palau Apostòlic. Posteriorment a la vida de Maciel, es va saber que havia abusat de nens i que tenia sis fills, dels quals en va abusar de dos, amb almenys amb dues dones.
Dziwisz va ser instrumental en bloquejar una investigació sobre les acusacions d'abús de nens contra el cardenal de Viena Hans Hermann Groer. Groer, que va morir el 2003, encapçalà l'arxidiòcesi de Viena i presidí la Conferència Episcopal Austríaca. Groer, que sempre negà les acusacions, va ser lloat pel Papa Joan Pau II com un fidel servidor.

## Honors
Gran Creu de l'orde Polònia Restituta - 2003
 Gran Creu de l'orde al Mèrit de la República Italiana - 6 de marc de 2000
 Gran Creu de l'orde al Mèrit (Portugal) – 2008
 Gran Creu d'Honor I Devoció del Sobirà Orde Militar de Malta - 2007
 Gran Creu de l'orde d'Isabel la Catòlica (Espanya) - 1999
 Doctorat Honoris Causa en Dinàmiques interculturals i mediació lingüístiques (Universitat de Salento) - 16 de novembre de 2011

## Llibres
- A Life with Karol, Doubleday, 2008. ISBN 978-0-385-52374-5